# Clostera apicalis
Clostera apicalis är en fjärilsart som beskrevs av Walker 1855. Clostera apicalis ingår i släktet Clostera och familjen tandspinnare. Inga underarter finns listade i Catalogue of Life.